# Medaile Za Odru, Nisu a Baltské moře
Medaile Za Odru, Nisu a Baltské moře (polsky Medal za Odrę, Nysę, Bałtyk) bylo polské vojenské vyznamenání založené roku 1945. Od roku 1999 již není udíleno.

## Historie a pravidla udílení
Medaile byla založena dekretem Rady ministrů dne 26. října 1945. Vznikla na památku velkých vítězství polských vojáků, kteří bojovali na Odře, Lužické Nise a na pobřeží Baltského moře.
Dne 17. února 1960 byl pozměněn oficiální název medaile a také bylo upřesněno, že je vyznamenání udíleno lidem, kteří se účastnili bitev o hranice na Odře, Lužické Nise a na pobřeží Baltského moře.
Medaile byla udílena ministrem národní obrany jménem Státní národní rady vojákům, kteří v rozhodném období od března do dubna 1945 bojovali v jednotkách 1. polské armády, 2. polské armády, 1. obrněného sboru, či v rámci leteckých jednotek zapojených do bojů na Odře, Lužické Nise a na pobřeží Baltského moře od Gdaňsku po Štětín či byli příslušníky jednotek spolupracujících v té době s výše jmenovanými polskými armádami. Udělena mohla být i lidem spolupracujícím v tomto období s polskou armádou, kteří svými činy přispěli k vítězství v bitvě. Od roku 1958 byla medaile udílena Státní radou.
Podle údajů Státního úřadu pro vyznamenání Kanceláře Státní rady a Úřadu pro vyznamenání Kanceláře prezidenta Polské republiky bylo do roku 1987 uděleno 321 975 medailí. Později bylo uděleno dalších 479 kusů. Vyznamenání bylo udíleno do roku 1999. Od 8. května 1999 je jeho udílení považováno za ukončené.

## Popis medaile
Medaile kulatého tvaru o průměru 33 mm je vyrobena z patinovaného bronzu. Na přední straně je uprostřed obrysová mapa Polska s jeho hlavními řekami. Nad mapou je polská orlice, která tak přerušuje nápis při vnějším okraji medaile znějící ZA ODRĘ, NISSĘ, BAŁTYK. Na zadní straně je nápis na čtyřech řádcích RP • ZWYCIĘZCOM • III. 1945 •  IV. 1945.
Pravděpodobně již v roce 1946 byla zavedena druhá verze, která se od verze popsané v zakládacím dekretu lišila. Na mapě byla navíc vyznačena velká polská města Varšava, Gdaňsk, Štětín a Vratislav.
Stuha široká 35 mm má tmavě modrou barvu se dvěma světle modrými pruhy širokými 7 mm umístěnými 2 mm od okraje.